# Piero Coen
Piero Coen (in ebraico פיירו כהן‎?; Ancona, 28 giugno 1963) è un allenatore di pallacanestro ed ex cestista italiano.